# Cazadores de Trolls
Cazadores de Trolls es un programa de televisión emitido entre el 28 de marzo de 2017 y hasta el 25 de abril de 2017 en el horario del prime time de los martes de la cadena de televisión española La Sexta.
Tras su última entrega, el 22 de mayo el director de contenidos de Atresmedia, Ramón Campos confirmó a través de una entrevista que el programa no tendría una segunda temporada debido a su dureza con los protagonistas.

## Formato
El programa plantea el acoso sufrido por personas anónimas a través de las redes sociales, tratando de descubrir y desenmascarar a sus acosadores.
El programa comienza con la presentación de la persona acosada y un resumen de los ciberataques a la misma. El equipo del programa inicia una investigación para localizar al acosador y una vez se ha descubierto quiénes se ocultan detrás de estos perfiles falsos, Pedro García Aguado intenta que reflexionen sobre el daño que han causado, les insta a cesar en su hostigamiento y que se disculpen ante las personas a las que han estado persiguiendo y coaccionando.

## Producción
Cazadores de Trolls fue rodado durante el año 2015 y preparado para su emisión durante 2016 (incluso llegó a estar anunciado) aunque por motivos que se desconocen no llegó a estrenarse hasta marzo de 2017.

## Temporadas y programas
| Temporada | Temporada | Programas | Estreno             | Final               | Audiencia media | Audiencia media | Audiencia media |
| Temporada | Temporada | Programas | Estreno             | Final               | Espectadores    | Cuota           |                 |
| --------- | --------- | --------- | ------------------- | ------------------- | --------------- | --------------- | --------------- |
|           | 1         | 4         | 28 de marzo de 2017 | 25 de abril de 2017 | 1 381 000       | 7,55%           |                 |

## Temporada única (2017)
| N.º (serie) | N.º (temp.) | Persona acosada (Lugar residencia) | Fecha               | Audiencia        |
| ----------- | ----------- | ---------------------------------- | ------------------- | ---------------- |
| 1           | 1           | Luisa (Zahinos, Badajoz)           | 28 de marzo de 2017 | 1 615 000 (8,7%) |
| 2           | 2           | Vanesa (San Sebastián, Guipúzcoa)  | 4 de abril de 2017  | 1 501 000 (8,2%) |
| 3           | 3           | Tamara (Sevilla)                   | 11 de abril de 2017 | 1 088 000 (6,4%) |
| 4           | 4           | María (Madrid)                     | 25 de abril de 2017 | 1 320 000 (6,9%) |